# Glyptothorax honghensis
Glyptothorax honghensis är en fiskart som beskrevs av Li, 1984. Glyptothorax honghensis ingår i släktet Glyptothorax och familjen Sisoridae. IUCN kategoriserar arten globalt som otillräckligt studerad. Inga underarter finns listade i Catalogue of Life.